# Покровська сільська рада (Новосергієвський район)
Покро́вська сільська рада (рос. Покровский сельский совет) — сільське поселення у складі Новосергієвського району Оренбурзької області Росії.
Адміністративний центр — село Покровка.

## Населення
Населення — 3398 осіб (2019; 3544 в 2010, 3694 у 2002).

## Склад
До складу сільської ради входять:
| Населений пункт            | Населення, осіб (2002) | Населення, осіб (2010) |
| -------------------------- | ---------------------- | ---------------------- |
| Козловка, село             | 308                    | 322                    |
| Платовський Елеватор, село | 384                    | 144                    |
| Покровка, село             | 2913                   | 2986                   |
| Ягодний, селище            | 89                     | 92                     |